# Bodo-Koch-Sprachen
Die Bodo-Koch-Sprachen – auch Bodo-Garo-Sprachen oder barische Sprachen – bilden eine Untereinheit der Bodo-Konyak-Jingpho-Sprachen, die zu den tibetobirmanischen Sprachen gehören, einem Primärzweig des Sinotibetischen. Die elf Bodo-Koch-Sprachen werden von 2,3 Millionen Menschen in Nordostindien und im angrenzenden Bangladesch gesprochen. Die größten Einzelsprachen sind das Kokborok oder Tripuri mit 800.000, das Bodo oder Boro mit 600.000 und das Garo mit 700.000 Sprechern. Das Bodo-Koch gliedert sich in Bodo-Garo und Koch und die Einzelsprache Chutiya.

## Bodo-Koch innerhalb des Sinotibetischen
- Sinotibetisch
  - Tibetobirmanisch
    - Bodo-Konyak-Jingpho
      - Bodo-Koch (Barisch)
      - Konyak-Naga (Nord-Naga)
      - Jingpho-Sak (Kachin-Luisch)

## Interne Klassifikation und Sprecherzahlen
- Bodo-Koch oder Barisch
  - Chutiya (Deori, Deuri) (27.000 Sprecher, ethnisch 50.000)
  - Bodo-Garo
    - Bodo
      - Kokborok (Tripuri) (800.000)   Dialekte: Debbarma (Hauptdialekt), Noatia, Jamatia, Halam
      - Bodo (Boro, Meche) (600.000)
      - Dimasa (105.000)
      - Kachari (55.000)
      - Tiwa (Lalung, Dowyan) (25.000)

    - Garo (700.000)   Dialekte: A'beng, A'chik, A'we, Chisak, Dacca, Ganching, Kamrup, Matchi, Megam

  - Koch
    - Koch (35.000)   Dialekte: Banai=Pani, Wanang, Harigaya, Satpariya, Tintekiya
    - Rabha (30.000)   Dialekte: Maitaria, Rangdania
    - A'tong
    - Ruga fast †

Klassifikation und Sprecherzahlen nach dem angegebenen Weblink.

### Bodo-Koch-Sprachen
- Robbins Burling: The Tibeto-Burman Languages of Northeastern India. In: Graham Thurgood, Randy J. LaPolla: The Sino-Tibetan Languages. Routledge, London 2003.
- Robbins Burling: Garo. In: Graham Thurgood, Randy J. LaPolla: The Sino-Tibetan Languages. Routledge, London 2003.

### Tibetobirmanisch
- Christopher I. Beckwith (Hrsg.): Medieval Tibeto-Burman Languages. Brill, Leiden / Boston / Köln 2002.
- Paul K. Benedict: Sino-Tibetan. A Conspectus. Cambridge University Press, 1972.
- Scott DeLancey: Sino-Tibetan Languages. In: Bernard Comrie (Hrsg.): The World's Major Languages. Oxford University Press, 1990.
- Austin Hale: Research on Tibeto-Burman Languages. Mouton, Berlin / New York / Amsterdam 1982.
- James A. Matisoff: Handbook of Proto-Tibeto-Burman. University of California Press, 2003.
- Anju Saxena (Hrsg.): Himalayan Languages. Mouton de Gruyter, Berlin / New York 2004.
- Graham Thurgood, Randy J. LaPolla: The Sino-Tibetan Languages. Routledge, London 2003.
- George van Driem: Languages of the Himalayas. Brill, Leiden 2001.